# UHealth-杰克逊站
UHealth-杰克逊站（英語：UHealth–Jackson station）是美国佛羅里達州邁阿密-戴德縣迈阿密医疗区的一座邁阿密地鐵车站，由邁阿密-戴德公共交通局（MDT）运营管理。该车站原称市民中心站（英語：Civic Center Station），至2024年7月12日更为现名。车站具体位置位於西北第12大道（SR 933）和西北第15街的交界處，毗邻迈阿密大学里奥纳德·米勒医学院、杰克逊纪念医院、巴斯科姆帕尔默眼科研究所。市民中心站的建筑布局形式为高架车站，车站设有两条股道及两个侧式站台。

## 车站结构
| P 站台层 | 侧式站台，右边车门将会开启 | 侧式站台，右边车门将会开启                                                                                 |
| P 站台层 | 南行方向                   | ▉ 迈阿密地铁绿线，往达德兰南方向（科马） · ▉ 迈阿密地铁橙线，往达德兰南方向（科马）                        |
| P 站台层 | 北行方向                   | ← ▉ 迈阿密地铁绿线，往帕尔梅托方向 （圣塔克拉拉） · ← ▉ 迈阿密地铁橙线，往迈阿密国际机场方向（圣塔克拉拉） |
| P 站台层 | 侧式站台，右边车门将会开启 | |
| G 地面层 | 站厅                       | 出入口、巴士站                                                                                             |

## 外部連結
- Miami-Dade County: Metrorail Stations （页面存档备份，存于）